# Ben Rothwell
Ben Rothwell (ur. 17 października 1981 w Kenoshe) – amerykański zawodnik mieszanych sztuk walki (MMA) i bokser walczący na gołe pięści. W latach 2009-2022 związany z UFC, najlepszą organizacją MMA na świecie. Od czasu odejścia z UFC walczy dla BKFC, najlepszej organizacji walk bokserskich na gołe pięści na świecie, w której od 2025 jest mistrzem w wadze ciężkiej.

## Życiorys
Rothwell pochodzi z Kenosha w stanie Wisconsin. Ma pochodzenie norwesko-irlandzkie. Jego rodzice pracują w branży restauracyjnej i są właścicielami firmy cateringowej. Rothwell był aktywnym dzieckiem, ale w wieku 6 lat zachorował na zapalenie opon mózgowo-rdzeniowych. Był w śpiączce i tymczasowo niewidomy, a choroba sprawiła, że przybierał na wadze. Młody Rothwell, który zmagał się ze swoją wagą i tożsamością w latach nastoletnich, miał również problemy w dzieciństwie i często brał udział w bójkach i przemocy w Westosha Central High School. Kiedy był w trzeciej klasie liceum, Rothwell zauważył, że lubi walczyć i w 1999 roku, w wieku 17 lat, zaczął uczyć się samoobrony. W lipcu tego samego roku, po trzech zawodowych bójkach, on i jego przyjaciel mieli wypadek samochodowy z udziałem pijanego kierowcy. Przyjaciel Rothwella, który miał 19 lat, zmarł dwa tygodnie później, a Rothwell doznał poważnego urazu głowy, oprócz złamanych żeber. Wydarzenie to zmieniło życie Rothwella, sprawiając, że poczuł, że ma cel do spełnienia. 

## Kariera MMA

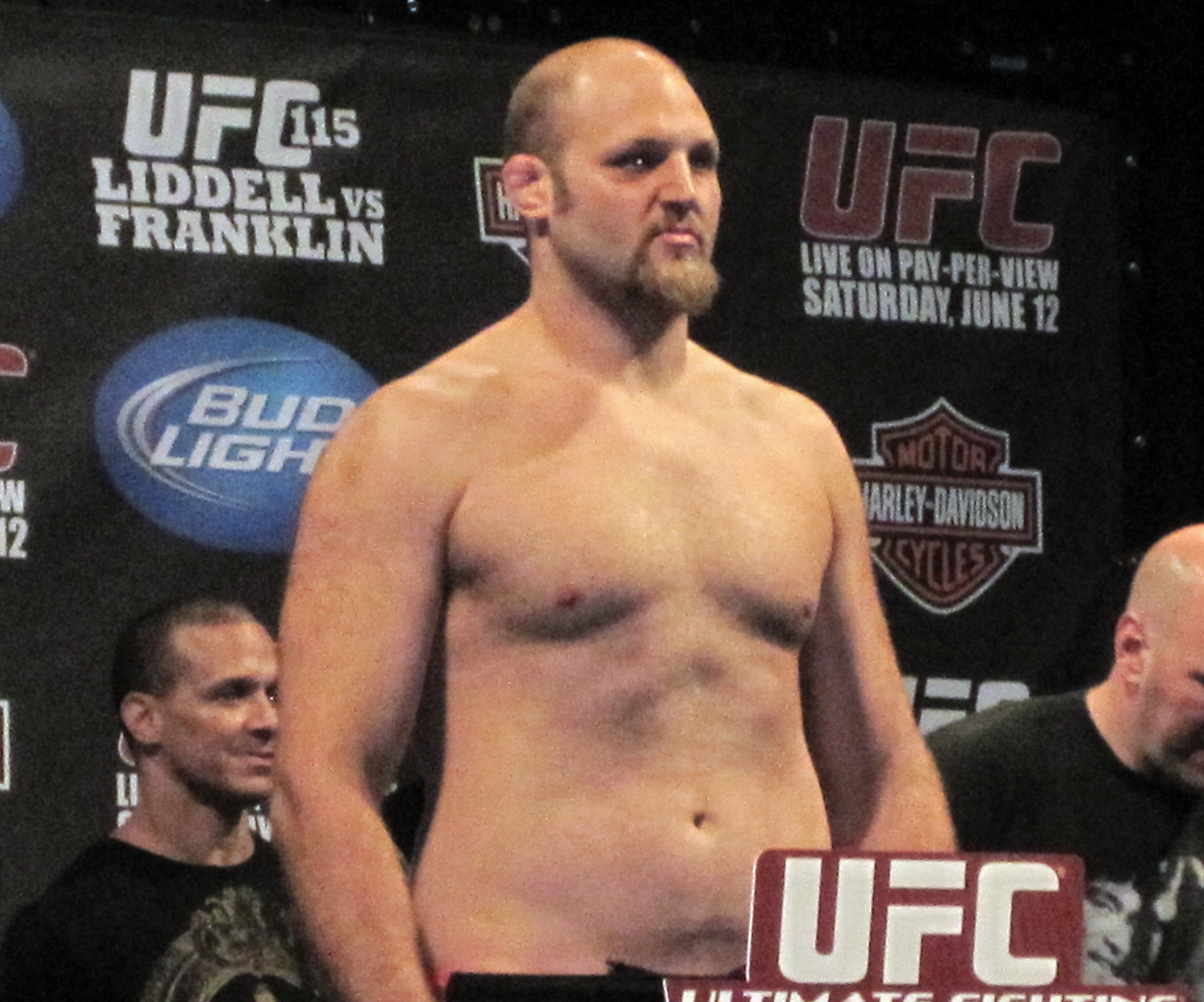
Rothwell na ważeniu przed galą UFC 115.

W 2001 zadebiutował w MMA. W sumie do końca roku stoczył sześć pojedynków, przegrywając jeden, z Timem Sylvią. W latach 2002−2006 walczył na lokalnych galach i turniejach zdobywając mistrzostwo USMMA wagi ciężkiej oraz pokonywał m.in. Travisa Fultona.
W 2006 związał się z International Fight League, gdzie występował w niej w drużynie Quad Cities Silverbacks, prowadzonej przez Pata Mileticha. Przez prawie dwa lata stoczył tam dziewięć zwycięskich pojedynków, pokonując takich zawodników jak Krzysztof Soszyński (dwukrotnie), Roy Nelson czy Ricco Rodriguez, nie przegrywając żadnego. W tym czasie wygrał dwukrotnie mistrzostwo IFL z Silverbacks (2006 i 2007).
19 lipca 2008 stoczył przegrany pojedynek z Białorusinem Andrejem Arłouskim na gali Affliction: Banned, który przerwał jego passę trzynastu zwycięskich pojedynków z rzędu. W 2009 podpisał kontrakt z Ultimate Fighting Championship, a w debiucie dla niej 29 października tego samego roku przegrał przez TKO z Cainem Velasquezem. W latach 2010–2013 przeplatał wygrane pojedynki (nad Gilbertem Yvelem) i Brendanem Schaubem) porażkami (z Markiem Huntem oraz Gabrielem Gonzagą).
Od 31 sierpnia 2013 do 30 stycznia 2016 zanotował serię czterech zwycięskich pojedynków w Ultimate Fighting Championship, pokonując kolejno: Brandona Verę, Alistaira Overeema, Matta Mitrione i Josha Barnetta, umacniając się tym samym w ścisłej czołówce wagi ciężkiej w organizacji. Świetną passę przerwała punktowa porażka z byłym mistrzem Junior dos Santosem na pierwszej w historii gali UFC w Holandii.
Pod koniec marca 2022 roku, Rothwell został zwolniony z UFC.

## Boks na gołe pięści
Niedługo później, po odejściu z UFC, podpisał kontrakt z Bare Knuckle Fighting Championship, najlepszą organizacją walk bokserskich na gołe pięści (bez rękawic) na świecie.
W styczniu 2025 roku, w swojej czwartej walce w tej formule, został mistrzem organizacji BKFC w wadze ciężkiej, nokautując ówczesnego mistrza Micka Terrilla już w pierwszej rundzie.

## Osiągnięcia

### Mieszane sztuki walki
- 2001: Dangerzone: Auburn – 1. miejsce w turnieju wagi ciężkiej[12]
- 2002: Extreme Challenge 46 – 1. miejsce w turnieju wagi ciężkiej[13]
- 2002: SuperBrawl / Icon Sport 24 – półfinalista turnieju wagi ciężkiej
- 2002: Mistrz USMMA w wadze ciężkiej
- 2006, 2007: Dwukrotne drużynowe mistrzostwo IFL z Quad Cities Silverbacks

### Boks na gołe pięści
- 2025: Mistrz BKFC(inne języki) w wadze ciężkiej[3]

## Życie prywatne
Uczęszczał do Waukesha County Technical College, gdzie uzyskał tytuł technika napraw powypadkowych. Oprócz pracy w restauracji rodziców, pracował również w warsztacie blacharskim i jako związkowy pracownik budowlany w Chicago w stanie Illinois. 
Jest żonaty i ma córkę oraz syna Odyna (urodzonego w 2021). Obecnie Rothwell i jego żona są właścicielami klubu Rothwell Mixed Martial Arts w Kenosha w stanie Wisconsin. Klub Rothwell MMA, został założony w 2011 roku.